# Word Up! (Korn)
Word Up! è un singolo del gruppo musicale statunitense Korn, pubblicato il 17 agosto 2004 come unico estratto dalla raccolta Greatest Hits Vol. 1.

## Descrizione
Si tratta di una cover dell'omonimo brano dei Cameo nonché uno dei due inediti contenuti nella raccolta (l'altro inedito è la reinterpretazione di Another Brick in the Wall dei Pink Floyd).

## Tracce
Testi e musiche di Larry Blackmon e Tomi Jenkins, eccetto dove indicato.
CD promozionale (Australia, Canada, Europa)
1. Word Up! – 2:53

CD promozionale (Stati Uniti), 12" promozionale (Stati Uniti)
1. Word Up! (Damizza Ree Mix) – 6:37
2. Word Up! (Dr. Octavo Metatron Radio Edit) – 3:57
3. Word Up! (Dr. Octavo Decoder Radio Edit) – 3:45
4. Word Up! (Atticus Clak Remix) – 3:55
5. Word Up! (Dante Ross Williamsburg Mix) – 3:12
6. Word Up! (High Spies Mix) – 6:49
7. Word Up! (High Spies Edit) – 2:59 – assente nell'edizione 12"
8. Word Up! (Speakeasy Remix) – 3:02 – assente nell'edizione 12"

CD (Australia, Europa)
1. Word Up! (Album Version) – 2:54
2. Word Up! (Dante Ross Remix) – 3:14
3. Another Brick in the Wall (Parts 1, 2, 3) (Live at Projekt Revolution) – 8:23 (Roger Waters)
4. Another Brick in the Wall (Parts 1, 2, 3) (Live Version from 2004 Werchter Festival) (Video) (Roger Waters) – assente nell'edizione australiana
5. Word Up! (Video) – assente nell'edizione australiana

CD (Germania)
1. Word Up! (Album Version) – 2:54
2. Another Brick in the Wall (Parts 1, 2, 3) (Live at Projekt Revolution) – 8:21 (Roger Waters)

Download digitale
1. Word Up! – 2:52
2. Word Up! (Dr. Octavo Metatron Radio Edit) – 3:55
3. Word Up! (Clak Remix) – 3:52
4. Word Up! (Damizza Ree Mix) – 6:35
5. Word Up! (Dante Ross Remix) – 3:11
6. Word Up! (Speakeasy Mix) – 3:01

## Classifiche
| Classifica (2004)             | Posizione massima |
| ----------------------------- | ----------------- |
| Australia                     | 28                |
| Austria                       | 58                |
| Belgio (Vallonia)             | 59                |
| Germania                      | 46                |
| Norvegia                      | 15                |
| Stati Uniti (alternative)     | 17                |
| Stati Uniti (mainstream rock) | 16                |
| Svizzera                      | 47                |